# Movimiento V República
El Movimiento V República o MVR (se lee Movimiento Quinta República), fue un partido político de izquierda de Venezuela fundado por Hugo Chávez el 21 de octubre de 1997. Fue el partido más votado del país desde 1998 hasta el 2007, año en que fue disuelto para integrarse al Partido Socialista Unido de Venezuela (PSUV). 
Desde 1999, donde comienza una nueva etapa política denominada como la "Revolución Bolivariana", hasta su disolución, el MVR fue la mayor fuerza política de Venezuela, logrando superar a los partidos tradicionales (Acción Democrática y Copei) .

## Nombre
El nombre del partido radica de un fin, establecido por Hugo Chávez y sus colaboradores, en el cual trabajaban desde finales de la década de 1990. Dicho fin significaría un cambio del Estado venezolano, incluyendo la promulgación de una nueva Constitución y pasando por el cambio de la denominación del país de República de Venezuela por el de República Bolivariana de Venezuela.

## Contexto histórico

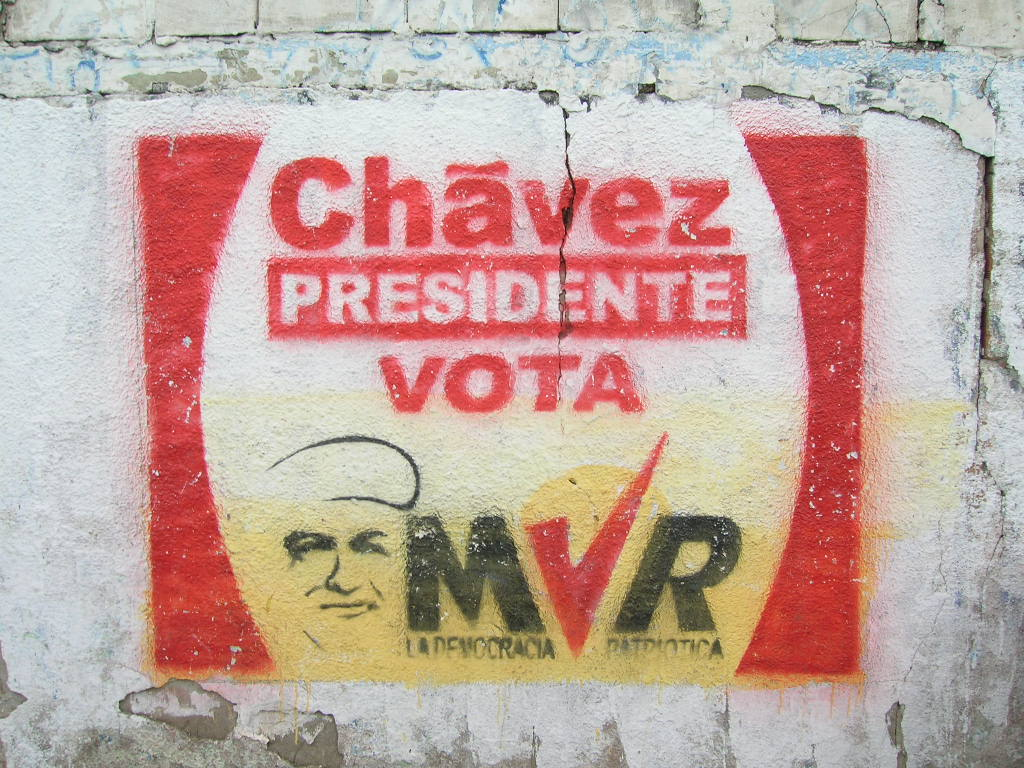
Propaganda electoral del MVR para la elección presidencial de 2006.

Antes de la llegada de Chávez, la oposición venezolana estaba representada por Acción Democrática y Copei cuando uno de los dos gobernaba, y existía una tercera vía que era del socialismo representada por el MAS, el PCV y en menor fuerza el MEP.

## Historia
El MVR fue sucesor del MBR-200 (Movimiento Bolivariano Revolucionario 200), que cambió de nombre debido a la prohibición de usar el nombre bolivariano, por hacer referencia directa al "Padre de la Patria", así como también está prohibido en Venezuela el uso de nombres de religiones. 
Desde su creación en 1997 hasta el triunfo de Hugo Chávez en 1998 fue el mayor partido de la oposición venezolana, un año antes se había responsabilizado Chávez de las protestas de 1996. El partido obtuvo en 1998 46 diputados y 12 senadores, obteniendo casi el mismo número de votos que Acción Democrática, por otra parte, el partido de gobierno (Convergencia), solo obtuvo 4 diputados y 2 senadores.
En las elecciones de 1998 el MVR se presentó en coalición en la plataforma electoral Polo Patriótico junto con varios partidos de izquierdas: el Movimiento al Socialismo (MAS), el Movimiento Electoral del Pueblo (MEP), Patria Para Todos (PPT), el Partido Comunista de Venezuela (PCV) y otras fuerzas de menor peso político, logrando vencer de esta manera con más del 56% de votos. La coalición se disolvió en el 2000, cuando PPT se retiró de ella por divergencias en los postulados de las elecciones de ese año, pero eso no impidió que el MVR ganase gran parte de las gobernaciones y alcaldías, así como la reelección de Chávez. El MVR obtuvo 91 escaños de 165 para la Asamblea Nacional, estos se suman a los obtenidos por los partidos aliados, dando un total de cerca del 70% de los curules de la AN para el Polo Patriótico.
El resto de partidos de la coalición chavista siguieron colaborando con el MVR hasta que parte de los dirigentes del MAS y del propio MVR se pasaron a la oposición a finales de 2001 (muchos de los tránsfugas fueron elegidos diputados a nombre del MVR y la mayoría parlamentaria calificada fue afectada, aunque el Polo Patriótico no perdió la mayoría absoluta) por estar en contra de 49 decretos ley mediante la llamada Ley Habilitante que permitía a Chávez a gobernar por decreto sin necesidad de recurrir al Parlamento, los masistas que seguían apoyando el gobierno se integraron un nuevo partido llamado Movimiento Podemos, y los disidentes del MVR crearon el partido Solidaridad. A la vez el PPT se volvió a acercar al MVR integrando una nueva coalición parlamentaria denominada Bloque del Cambio, quedando agrupado a los partidos que seguían apoyando al MVR y a Chávez.
En 2005 se dieron nuevas divisiones internas en el MVR, habiendo protestas por los candidatos escogidos para las elecciones regionales de concejales y juntas parroquiales de agosto de ese año. De todas formas esto no empañó la imagen del MVR (ahora coaligado con la plataforma electoral Unidad de Vencedores Electorales, coloquialmente llamado "las morochas") habiendo ganado abrumadoramente, aunque con una alta abstención. El 4 de diciembre de 2005 se celebraron elecciones legislativas, los resultados fueron excelentes para estas elecciones en donde los diputados del MVR-UVE junto con el resto de aliados, las encuestas le auguraban en torno al 70% de votos a favor, pero al final obtuvieron la totalidad de curules de la Asamblea Nacional, para el MVR propiamente dicho obtuvo 114 escaños de los 167 disputados, algo que ni Acción Democrática pudo conseguir en su mejor momento. Esa abultada victoria se debió en parte por el boicot realizado por los partidos de oposición, como Acción Democrática, Proyecto Venezuela, COPEI o Primero Justicia.

### Disolución

El Partido Socialista Unido de Venezuela (PSUV) fue la organización que, bajo la dirección de Hugo Chávez, crearon el MVR y otros partidos de izquierda del país.

En las elecciones presidenciales de diciembre de 2006 el MVR obtuvo 4.747.733 votos para su candidato Hugo Chávez, que optaba a la reelección.
Finalmente, el 15 de diciembre de 2006, Hugo Chávez anunció durante un acto público de reconocimiento a los integrantes de su comando de campaña el fin del Movimiento V República y dio inicio al proceso de unidad de la izquierda venezolana, que culminaría con la creación del Partido Socialista Unido de Venezuela (PSUV), en beneficio de su idea de agrupar en un nuevo movimiento a todas las fuerzas partidarias de la denominada Revolución Bolivariana.

## Integrantes
El presidente de MVR era Hugo Chávez. Entre otros dirigentes importantes de Venezuela en la actualidad se pueden destacar a Diosdado Cabello, que participó junto a Chávez en el intento de golpe de Estado del 4 de febrero y habiendo ocupado varios ministerios, la gobernación de Miranda, la vicepresidencia del país y también la presidencia, por breves horas después del golpe de Estado contra el gobierno de Chávez del 11 de abril de 2002, cuando fue apartado del poder por Pedro Carmona, Jesse Chacón, participante en el intento de golpe del 27 de noviembre de 1992, Cilia Flores, Francisco Ameliach, Luis Tascón, Darío Vivas, Iris Varela, Willian Lara, siendo los anteriores seis diputados en la Asamblea Nacional; Nicolás Maduro, exdiputado, exministro de Relaciones exteriores, exvicepresidente y en la actualidad presidente de la República Bolivariana de Venezuela; Tarek William Saab, exdiputado y exgobernador del Estado Anzoátegui en el este del país, también activista en organizaciones de los derechos humanos; Enrique Vivas Quintero, quien fue diputado al Parlamento Latinoamericano en dos períodos y ha estado junto al chavismo desde 1996; Juan Barreto, exdiputado y exalcalde Mayor de Caracas; Freddy Bernal, exalcalde del Municipio Libertador de Caracas.

## Resultados electorales

### Elecciones presidenciales
|  | 40.17 % |

|  | 48.11 % |

|  | 41.66 % |

### Elecciones parlamentarias
|  | 19.8 % |

|  | 44.38 % |

|  | 60.0 % |

### Elecciones regionales
|  | 14.26 % |

|  | 35.74 % |

|  | 37.32 % |

### Elecciones municipales
| Año  | Alcaldes | +/-         |
| ---- | -------- | ----------- |
| 2000 | 80/332   | Sin cambios |
| 2004 | 270/332  | 190         |